# SLAM Magazine
Slam Magazine és una revista de bàsquet estatunidenca fundada el 1994. En surt una edició nou cops a l'any.